# Camponotus truebi
Camponotus truebi é uma espécie de inseto do gênero Camponotus, pertencente à família Formicidae.